# Luis III de Wurtemberg
Luis III de Wurtemberg (1166 - ca. 1241) fue Conde de Wurtemberg. Se supone que estuvo casado con una hija del conde Adalberto III de Dillenburg o con una hija del conde Ulrico III de Kyburg-Dillingen.
Los hermanos Armando I y Luis III se llamaban al mismo tiempo "Conde de Wurtemberg", de lo que se puede deducir que ambos gobernaban conjuntamente el condado. Los dos eran hijos del conde Luis II y ambos aparecen en los documentos del rey Otón IV del Sacro Imperio Romano Germánico. Es presumible que uno de ellos se quedaba gobernando el condado mientras el otro acompañaba al soberano en sus viajes por el Imperio y a Italia. Luis III participó en la conquista de Sicilia en 1194 por el emperador Enrique VI del Sacro Imperio Romano Germánico. Armando I acompañó a Otón IV a Roma para ser coronado allí el 4 de octubre de 1209. Después de que Federico II Hohenstaufen fuera elegido rey y luego emperador, Luis y su hermano Armando se pasaron al bando de Hohenstaufen, al que apoyaron en decisiones importantes.